# Zygonyx natalensis
Zygonyx natalensis é uma espécie de libelinha da família Libellulidae.
Pode ser encontrada nos seguintes países: Angola, Botswana, República do Congo, República Democrática do Congo, Costa do Marfim, Etiópia, Gana, Guiné, Quénia, Malawi, Moçambique, Namíbia, Nigéria, África do Sul, Tanzânia, Uganda, Zâmbia, Zimbabwe e possivelmente no Burundi.
Os seus habitats naturais são: rios.